# شنوایی الکتروفونیک
شنوایی الکتروفونیک عبارت است از تحریک مستقیم اعصاب شنوایی توسط میدان‌های مغناطیسی خارجی.
در سال 1962 یک متخصص مغز و اعصاب آمریکایی به نام الان ایچ فری دست به انجام مجموعه ای از آزمایش‌ها زد که ثابت نمود امواج مایکروویو قادرند تولید صدا کنند حتی برای کسانی که فاقد قدرت شنوایی هستند. این فرضیه قادر به توضیح این مسئله نیست که چرا فقط حس شنوایی تحت تاثیر قرار می‌گیرد، گرچه گزارش‌های نادری از استشمام بوهای غیرعادی هنگام مشاهده شفق قطبی نیز وجود دارد.